# Scytinostroma albocinctum
Scytinostroma albocinctum är en svampart som först beskrevs av Berk. & Broome, och fick sitt nu gällande namn av Boidin & Lanq. 1976. Scytinostroma albocinctum ingår i släktet Scytinostroma och familjen Lachnocladiaceae.   Inga underarter finns listade i Catalogue of Life.